# حامد نارتي (قرية)
حامد نارتي هي إحدى قرى النوبة والتي تقع في دولة السودان في منطقة دنقلا .